# Calamus vidalianus
Calamus vidalianus är en enhjärtbladig växtart som beskrevs av Odoardo Beccari. Calamus vidalianus ingår i släktet Calamus och familjen Arecaceae. Inga underarter finns listade i Catalogue of Life.